# Camera thoracica
Camera thoracica là một loài tò vò trong họ Ichneumonidae.